# Панахес
Панахес (адыг. Пэнэхэс) — аул в Тахтамукайском районе Республики Адыгея России. Входит в состав Афипсипского сельского поселения.
Расположен в 3 км к западу от аула Афипсипа. Основан в 1883 году.

## Население
| 2002  | 2010  | 2013  | 2014  | 2015  | 2016  | 2017  |
| ----- | ----- | ----- | ----- | ----- | ----- | ----- |
| 1587  | ↘1522 | ↘1488 | ↗1490 | ↗1509 | ↗1553 | ↗1574 |
| 2018  | 2019  | 2020  | 2021  | 2023  | 2024  |       |
| ↗1594 | ↗1603 | ↗1660 | ↗1704 | ↗1737 | ↗1767 |       |

Население — 1522 жителя, в основном, адыги (шапсуги). Население аула включает в себя значительное число черкесов репатриантов из Сирии  Архивная копия от 7 июля 2018 на Wayback Machine.

По данным Всероссийской переписи 2021 года:
| Народ               | Численность, чел. | Доля от всего населения, % |
| ------------------- | ----------------- | -------------------------- |
| адыги (черкесы)     | 1 585             | 93,01 %                    |
| арабы               | 62                | 3,63 %                     |
| другие / не указано | 55                | 3,22 %                     |
| всего               | 1 704             | 100,0 %                    |

## Известные уроженцы
- Схакумидов, Масхуд Нохович (1916—1971) — кавалер ордена Славы трёх степеней.
- Чуц, Абубачир Батербиевич (1912—1944) — Герой Советского Союза.